# Triệu Lộc
Triệu Lộc là một xã thuộc tỉnh Thanh Hóa, Việt Nam.
Xã Triệu Lộc (mới) được thành lập ngày 16 tháng 6 năm 2025 theo Nghị quyết số 1686/NQ-UBTVQH15  của Ủy ban Thường vụ Quốc hội  trên cơ sở sáp nhập  toàn bộ diện tích tự nhiên, quy mô dân số của các xã Đại Lộc, Tiến Lộc và Triệu Lộc thuộc huyện Hậu Lộc, tỉnh Thanh Hóa . Xã này chính thức hoạt động từ ngày 01 tháng 7 năm 2025.

## Địa lý
Xã Triệu Lộc nằm ở phía tây huyện Hậu Lộc, có vị trí địa lý:
- Phía đông giáp xã Đại Lộc và xã Tiến Lộc
- Phía tây giáp huyện Hoằng Hóa
- Phía nam giáp huyện Hoằng Hóa
- Phía bắc giáp huyện Hà Trung.

Xã Triệu Lộc có diện tích 15,91 km², dân số năm 2018 là 8.192 người, mật độ dân số đạt 515 người/km².
Quốc lộ 1 chạy qua phía đông nam xã.

## Lịch sử
Địa bàn xã Triệu Lộc hiện nay trước đây vốn là các xã Triệu Lộc, Châu Lộc, Đại Lộc, Tiến Lộc.
Xã Triệu Lộc cũ trước là xã Bồ Điền, sau là xã Phú Điền thuộc huyện Mỹ Hóa, sau năm 1945, xã đổi tên thành Triệu Lộc.
Trước khi sáp nhập, xã Triệu Lộc có diện tích 9,18 km², dân số là 5.062 người, mật độ dân số đạt 551 người/km², được chia thành 8 thôn: Phú Gia, Phú Sơn, Phú Lương, Phú Thượng, Phú Thịnh, Phú Hoa, Phú Cường, Phú Xuân. Xã Châu Lộc có diện tích 6,73 km², dân số là 3.130 người, mật độ dân số đạt 465 người/km², được chia thành 7 thôn: Châu Tử 1, Châu Tử 2, Làng Nhô, Quyết Thắng, Phong Mục, Tam Đa
Ngày 16 tháng 10 năm 2019, Ủy ban Thường vụ Quốc hội ban hành Nghị quyết số 786/NQ-UBTVQH14 về việc sắp xếp các đơn vị hành chính cấp xã thuộc tỉnh Thanh Hóa (nghị quyết có hiệu lực từ ngày 1 tháng 12 năm 2019). Theo đó, sáp nhập toàn bộ diện tích và dân số của xã Châu Lộc vào xã Triệu Lộc.

## Hành chính
Xã Triệu Lộc được chia thành 15 thôn: Châu Tử 1, Châu Tử 2, Làng Nhô (thuộc khu tái định cư), Phú Gia, Phú Sơn, Phú Lương, Phú Thượng, Phú Thịnh, Phú Hoa, Phú Cường, Phú Xuân, Quyết Thắng, Phong Mục, Tam Đa 

## Di tích
- Đền Bà Triệu, Lăng Bà Triệu, Đình Bồ Điền ở thôn Phú Điền.

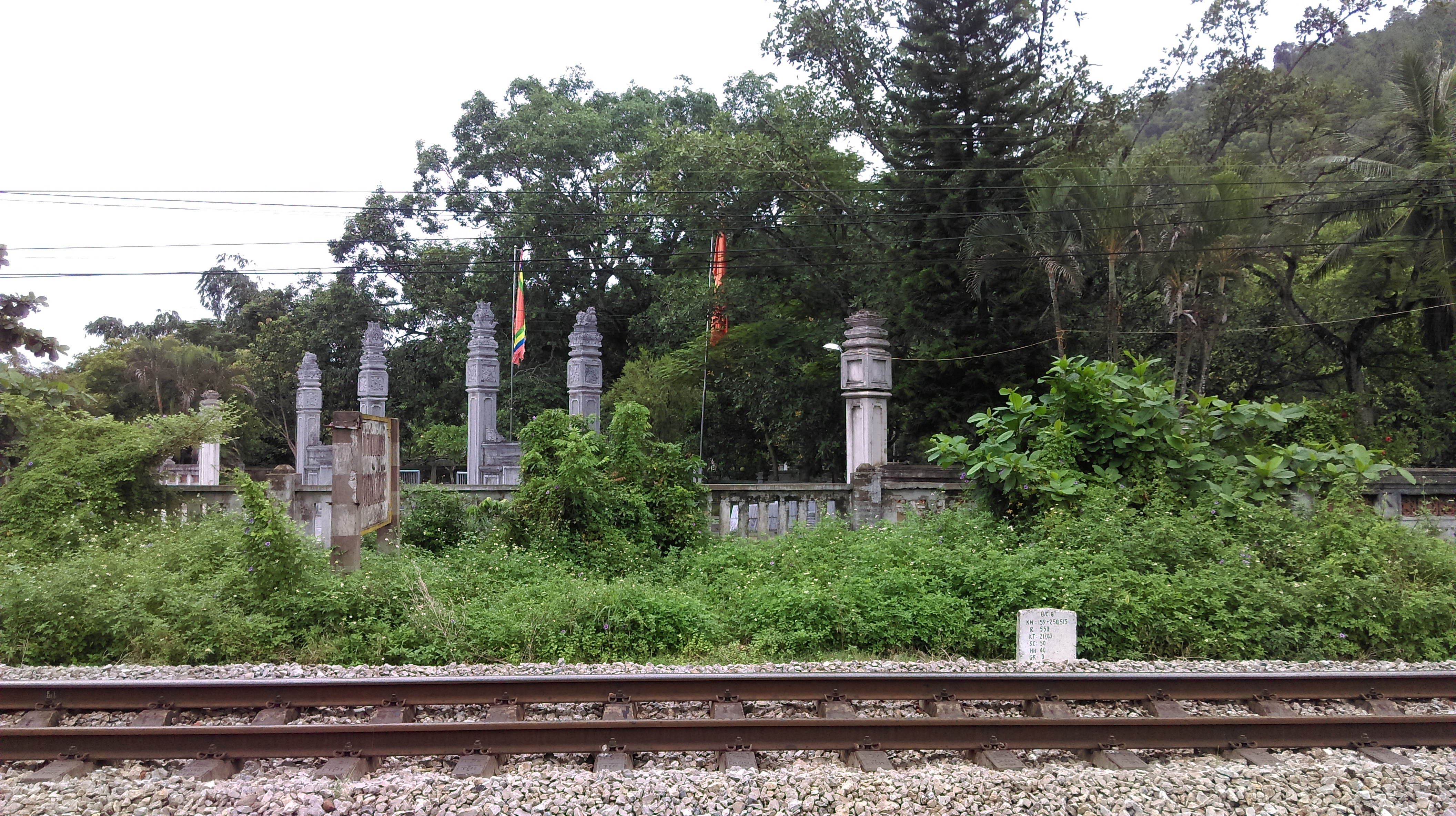
Đền Bà Triệu

Từ xa xưa trên địa bàn xã này có tuyến kênh Nhà Lê nối từ  kinh đô Hoa Lư đến Đèo Ngang đi qua, là tuyến đường thủy đầu tiên trong lịch sử Việt Nam và được coi là tuyến đường Hồ Chí Minh trên sông vì những đóng góp cho các cuộc chiến tranh của người Việt (hiện là một đoạn của sông Lèn theo tên gọi địa phương).